# Шестов, Лев Исаакович
Лев Исаа́кович Шесто́в (при рождении Иегуда-Лев Исаакович Шварцман; 24 января (5 февраля) 1866, Киев, Российская империя — 19 ноября 1938, Париж, Франция) — русский философ-экзистенциалист.

## Биография
Родился 24 января (5 февраля) 1866 года в Киеве, в семье крупного фабриканта, васильковского второй гильдии купца Исаака Гершовича (Моисеевича) Шварцмана (1832—1914) и его жены Анны (Аннеты) Григорьевны (урождённой Шрейбер, 25 декабря 1845, Херсон — 13 марта 1934, Париж). Это был второй брак отца. Располагавшееся на Подоле «Товарищество мануфактур Исаак Шварцман» с трёхмиллионным оборотом было известно качеством закупаемой им английской материи. Фирма была основана супругами Шварцман в 1865 году, с 1884 года владела крупнейшим в городе магазином, с 1892 года — филиалом в Кременчуге.
Отец был большим знатоком древнееврейской письменности, человеком свободомыслящим, обладал достаточно прогрессивными взглядами и широким кругозором. Он хотел, чтобы дети продолжили его дело, но никогда не настаивал на этом. У Льва были два младших брата и четыре сестры. Он учился в Киевской 3-й гимназии, но был вынужден перевестись в Москву. Обучался на математическом факультете Московского университета, затем перевёлся на юридический факультет киевского Императорского университета Святого Владимира, который окончил в 1889 году со званием кандидата права. Диссертация «О положении рабочего класса в России» была запрещена к печати и реквизирована Московским цензурным комитетом, в силу чего Шестов так и не стал доктором права.
Несколько лет Шварцман жил в Киеве, где работал в фирме отца, одновременно интенсивно занимаясь литературой и философией. Однако совмещать бизнес и философию оказалось нелегко. В 1895 году Шварцман тяжело заболел (нервное расстройство), а в следующем году уехал за границу для лечения. В дальнейшем коммерческое предприятие отца станет для мыслителя своего рода семейным проклятием: он неоднократно ещё будет вынужден отрываться от семьи, друзей, любимой работы и мчаться в Киев, чтобы навести порядок в делах фирмы, расшатанных стареющим отцом и безалаберными младшими братьями.
В 1896 году в Риме Шварцман женился на Анне Елеазаровне Березовской, которая в это время изучала медицину; через два года они вместе переехали в Берн, а в 1898 году вернулись в Россию.
В 1898 году в свет вышла первая книга Шестова «Шекспир и его критик Брандес», в которой уже были намечены проблемы, позже ставшие сквозными для творчества философа: ограниченность и недостаточность научного познания как средства «ориентировки» человека в мире; недоверие к общим идеям, системам, мировоззрениям, заслоняющим от наших глаз реальную действительность во всей её красоте и многообразии; выдвижение на первый план конкретной человеческой жизни с её трагизмом; неприятие «нормативной», формальной, принудительной морали, универсальных, «вечных» нравственных норм.

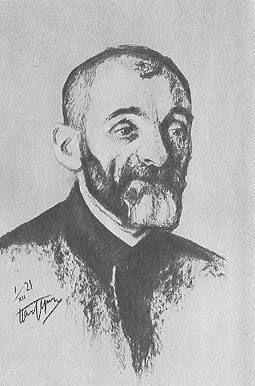
Лев Шестов. Рисунок Л. О. Пастернака

Вслед за этой работой появилась серия книг и статей, посвящённых анализу философского содержания творчества русских писателей — Ф. М. Достоевского, Л. Н. Толстого, А. П. Чехова, Д. С. Мережковского, Ф. Сологуба. Шестов развивал и углублял темы, намеченные в первом исследовании. В это же время он познакомился с известным меценатом С. П. Дягилевым, сотрудничал с его журналом «Мир искусства».
В 1905 году была опубликована работа, вызвавшая самые острые споры в интеллектуальных кругах Москвы и Петербурга, самые полярные оценки (от восторга до категорического неприятия), ставшая философским манифестом Шестова — «Апофеоз беспочвенности (опыт адогматического мышления)». По словам самого Шестова «… вся моя задача состояла именно в том, чтоб раз навсегда избавиться от всякого рода начал и концов, с таким непонятным упорством навязываемых нам всевозможными основателями великих и не великих философских систем».
В 1915 году на фронте погиб внебрачный сын Льва Шестова Сергей Листопадов (1892—1915). Февральская революция 1917 года особенного восторга у Шестова не вызвала, хотя философ всегда был противником самодержавия. Октябрьскую революцию он называл «реакционной и деспотической».
Недолго в 1919 году сотрудничал в Таврическом университете. В 1920 году Лев Шестов с семьёй покинул Советскую Россию, недолго побыл в Швейцарии и в 1921 году обосновался во Франции, где и жил до своей смерти.
Теперь предметом его философского интереса стало творчество Парменида и Плотина, Мартина Лютера и средневековых немецких мистиков, Блеза Паскаля и Бенедикта Спинозы, Сёрена Кьёркегора, а также своего современника Эдмунда Гуссерля. Шестов входил в элиту западной мысли того времени: общался с Эдмундом Гуссерлем, Клодом Леви-Строссом, Максом Шелером, Мартином Хайдеггером, Жоржем Батаем. Также он читал лекции в Парижском университете, многие из которых были посвящены Достоевскому, Толстому, а также русской философской мысли в целом.
Шестов оказывал содействие редакции в издании журнала «Вёрсты» (Париж, 1926—1928), в № 1 от 1926 года которого была опубликована статья по философии «Неистовые речи. (По поводу экстазов Плотина)».
В 1936 году с сестрой Фаней и её мужем Германом Ловцким по приглашению культурного отдела Гистадрута совершил двухмесячную поездку в подмандатную Палестину, где выступил с серией лекций в еврейских поселениях, в том числе в Хайфе, Тель-Авиве и Иерусалиме.
Лев Шестов скончался 19 ноября 1938 года в Париже, в клинике на ул. Буало.

## Семья
- Жена — Анна Елеазаровна Шварцман (урождённая Березовская; 1870—1962), врач-дерматовенеролог, выпускница Бернского университета; в эмиграции во Франции работала массажисткой.
  - Дочери — Татьяна (1897—1972) и Наталья (в замужестве Баранова, 1900—1993), автор мемуаров «Жизнь Льва Шестова» (1975)[10], жена инженера-геофизика Владимира Николаевича Баранова (1897—1985), капитана Марковского артиллерийского дивизиона.
- Сестра — Софья Исааковна Балаховская (1862—1941), была замужем за инженером и промышленником Даниилом Григорьевичем Балаховским (1862—1931), сахарозаводчиком и меценатом[11]; в 1926—1929 годах Лев Шестов с семьёй жил в их парижской квартире. Их дочь (племянница Л. И. Шестова) Евгения (1890—1965) была замужем за виолончелистом Иосифом Прессом (1881—1924); сын — профессор Сергей Данилович Балаховский (1896—1957), доктор медицинских наук, заведующий кафедрой биохимии Третьего московского медицинского института и лабораторией Института биохимии им. А. Н. Баха АН СССР, лауреат Сталинской премии (1946), был женат на дочери основоположника советской биохимии, академика А. Н. Баха Ирине Алексеевне Бах-Балаховской (1901—1991), докторе исторических наук, сотруднице Института Маркса Энгельса Ленина[12][13][14]; другой сын — инженер-изобретатель Жорж Балаховский (1892—1976), автор книг «Sur la dependance entre l’aimantation remanente, l’aimantation spontanee et la temperature» (1917) и «Dans le sillage de Mary Baker Eddy: introduction à l'étude de la science chrétienne» (1965).
- Сестра (по отцу) — Дора Исааковна Шварцман, была замужем за инженером Денисом Николаевичем Поддергиным, инспектором Профессиональной строительной школы в Одессе и Нежинского ремесленного училища, в 1897—1900 годах директором Ивано-Вознесенского низшего механико-технического училища, в 1900—1915 годах директором Александровского механико-технического училища.
- Сестра — Фаня Исааковна Шварцман (нем. Fanny Lowtzky, 1873—1965), философ и психоаналитик, была замужем за музыковедом, композитором и критиком Германом Леопольдовичем Ловцким (1871—1957, брат шахматиста Мойше Ловцкого).
- Брат — Михаил Исаакович Шварцман (25 июля 1870 — 20 сентября 1937), с 1900 года управлял отцовским предприятием в Киеве.
- Сестра — Мария Исааковна Шварцман (1863—1948), пианистка, была замужем за Владимиром (Вольфом) Овсеевичем Мандельбергом (братом врача В. Е. Мандельберга)[15], пианистка. Племянница (её дочь) — скульптор и график Сильвия Львовна Мандельберг (в замужестве Луцкая; 1894—1940), жена поэта Семёна Абрамовича Луцкого (1891—1977)[16][17].
- Двоюродный брат (сын сестры отца, Софьи Моисеевны Шварцман, 1850—1910) — Николай Яковлевич Прицкер (1871—1956), основал в Чикаго адвокатскую контору Pritzker & Pritzker, а также династию Прицкер, среди членов которой его внук — основатель гостиничной сети Hyatt Hotels Corporation и архитектурной Прицкеровской премии Джей Прицкер (1922—1999)[18]. Жена Н. Я. Прицкера Анна — также приходилась Льву Шестову двоюродной сестрой (племянница его матери Анны Григорьевны Шварцман)[19].
- Внучатый племянник (внук его сводного брата, кардиолога Григория Исааковича Шварцмана) — художник и педагог Михаил Матвеевич Шварцман[20][21].
- У Л. И. Шестова были также сестра Елизавета Исааковна Мандельберг (1873—1943) — замужем за учредителем (с 1897 года) «Товарищества Ис. Шварцман», врачом Львом Евсеевичем Мандельбергом (с 1908 года — председатель правления), и брат Александр Исаакович Шварцман (1882—1970, с 1909 года член правления паевого товарищества Ис. Шварцмана).

## Философия
Философию Шестова в целом можно отнести к такому направлению, как экзистенциализм. Одной из центральных тем его размышлений была критика человеческого разума. Философ полагал, что разум нужен человеку, чтобы, поместив его в рамки выдуманных им же условностей и правил, защитить его от осознания т. н. «данности», с которой человек сталкивается при своём рождении, от чего испытывает первичный ужас. Данность — это некое основание бытия, лежащее за пределами категорий разума, который, в свою очередь, пытается придать ей более понятную форму, говоря о Божьей Воле.

## Публикации
- Собрание сочинений Т. 1—6. СПб, Шиповник, 1911
- Сочинения в 2-х томах. Томск, Водолей, 1996
- Сочинения. М., Раритет, 1995
- Сочинения в 2-х томах. М., Наука, 1993

- Апофеоз беспочвенности (опыт адогматического мышления) (СПб., 1905)
- Апофеоз беспочвенности. Париж: Ymca-press, 1971. — 228 с.
- Афины и Иерусалим (1938)
- Афины и Иерусалим // Сочинения в 2-х тт. Т. 1. М., 1993. — С. 316—664
- Бескорыстие и диалектика // Сочинения в 2-х тт. Т. 1. М., 1993. — С. 97—100
- Богатыри духа // Сочинения в 2-х тт. Т. 1. М., 1993. — С. 132—133
- Вавилонское столпотворение // Сочинения в 2-х тт. Т. 1. М., 1993. — С. 111—113
- В. В. Розанов. // Путь. — 1930. — № 22. — C. 97—103
- Великая хартия вольностей // Сочинения в 2-х тт. Т. 1. М., 1993. — С. 96—97
- Великие кануны
- Власть ключей. Берлин, Скифы, 1923
- Вопрос // Сочинения в 2-х тт. Т. 1. М., 1993. — 142 с.
- В фаларийском быке (Знание и свобода воли) // Сочинения в 2-х тт. Т. 1. М., 1993. — С. 411—509
- Вячеслав Великолепный //Сочинения в 2-х тт. Т. 1. М., 1993. — С. 243—277
- Гегель или Иов (о Киргегарде). // Путь. — 1934. — № 42. — C. 88—93
- Гефсиманская ночь. (Философия Паскаля) // На весах Иова. Париж, 1929. — С. 285—300
- Дарвин и Библия // Сочинения в 2-х тт. Т. 1. М., 1993. — С. 63—64
- Дерзновения и покорности // На весах Иова. Париж, 1929. — С. 143—231
- Добро в учении гр. Толстого и Ницше (философия и проповедь). СПб., 1900
- Добро в учении графа Толстого и Ницше Берлин. Скифы, 1923
- Добро в учении графа Толстого и Ницше. Paris, 1971
- Добро зело
- Достоевский и Ницше (философия трагедии). СПб., 1903
- Достоевский и Нитше. Берлин, Скифы, 1922
- Загадки жизни // Сочинения в 2-х тт. Т. 1. М., 1993. — С. 100—102
- Изъясненные и неизъясненные мысли // Сочинения в 2-х тт. Т. 1. М., 1993. — С. 83—85
- Киргегард и экзистенциальная философия (Глас вопиющего в пустыне)
- Киргегард — религиозный философ (1937)
- Кирхегард и Достоевский // Путь. — 1935. — № 48. — C. 20—37
- Классический аргумент // Сочинения в 2-х тт. Т. 1. М., 1993. — С. 49—51
- Лабиринт // Сочинения в 2-х тт. Т. 1. М., 1993. — С. 117—129
- Леви-Брюль. Миф и истина (К метафизике познания) // Путь. — 1936. — № 50. — C. 58—65
- Логика религиозного творчества (Памяти Уильяма Джемса)
- Мартин Бубер // Путь. — 1933. — № 39. — C. 67—77
- Метафизическое утешение // Сочинения в 2-х тт. Т. 1. М., 1993. — С. 113—114
- Музыка и призраки // Сочинения в 2-х тт. Т. 1. М., 1993. — С. 153—172
- На весах Иова (Странствования по душам). Париж, 1929. — 371 с.
- На весах Иова (Странствования по душам) pdf-факсимиле первого издания (1929)
- На весах Иова. Харьков, Фолио, 2001
- На Страшном Суде. (Последние произведения Л. Н. Толстого) // На весах Иова. Париж, 1929. — С. 94—139
- Наука и свободное исследование // На весах Иова. Париж, 1929. — С. 7—24
- Начала и концы. СПб., 1908
- Неистовые речи. (Об экстазах Плотина) // На весах Иова. Париж, 1929. — С. 301—336
- Неопровержимость материализма // Сочинения в 2-х тт. Т. 1. М., 1993. — С. 78—80
- Неподвижные звезды // Сочинения в 2-х тт. Т. 1. М., 1993. — С. 60—61
- Николай Бердяев (Гнозис и экзистенциальная философия)
- Об источниках метафизических истин (скованный Парменид) // Сочинения в 2-х тт. Т. 1. М., 1993. — С. 339—408
- Об источниках познания // Сочинения в 2-х тт. Т. 1. М., 1993. — С. 138—142
- О богах // Сочинения в 2-х тт. Т. 1. М., 1993. — 106 с.
- О всесовершенном существе // Сочинения в 2-х тт. Т. 1. М., 1993. — С. 107—108
- О втором измерении мышления (Борьба и умозрение) // Сочинения в 2-х тт. Т. 1. М., 1993. — С. 609—664
- О корнях вещей // Современные записки. Париж, 1921. — № 5. — С. 104—142
- О «перерождении убеждений» y Достоевского // Русские записки. Париж, 1937. — № 2. — С. 125—154
- О средневековой философии (Concupiscentia irrestibilis) // Сочинения в 2-х тт. Т. 1. М., 1993. — С. 513—606
- Ответственность // Сочинения в 2-х тт. Т. 1. М., 1993. — С. 129—131
- Откровения смерти. (Последние произведения Л. Н. Толстого) // Современные записки. Париж, 1920. — № 1. — С. 81—123
- Памяти великого философа. Эдмунд Гуссерль // Русские записки. Париж, 1938. — № 12. — С. 127—145; 1939. — № 13. — С. 108—116
- Платон // Мосты. München, 1962. — № 9. — С. 229—243; 1963. — № 10. — С. 341—356
- Победы и поражения (Жизнь и творчество Генриха Ибсена)
- Похвала глупости (По поводу книги Николая Бердяева)
- Поэзия и проза Федора Сологуба
- Поэзия и проза Федора Сологуба // Сочинения в 2-х тт. Т. 1. М., 1993. — С. 420—431
- Правила и исключения // Сочинения в 2-х тт. Т. 1. М., 1993. — С. 85—91
- Предпоследние слова
- Преодоление самоочевидностей. (К столетию рождения Ф. М. Достоевского) // На весах Иова. Париж, 1929. — С. 27—93
- Природа и люди // Сочинения в 2-х тт. Т. 1. М., 1993. — 94 с.
- Пророческий дар (К 25-летию смерти Ф. М. Достоевского)
- Разрушающий и созидающий миры (По поводу 80-летнего юбилея Толстого)
- Разрушение и созидание // Сочинения в 2-х тт. Т. 1. М., 1993. — С. 46—49
- Разум // Сочинения в 2-х тт. Т. 1. М., 1993. — С. 80—82
- Сила добра у Платона // Сочинения в 2-х тт. Т. 1. М., 1993. — С. 102—104
- Синтез // Сочинения в 2-х тт. Т. 1. М., 1993. — С. 82—83
- Слова и дела // Сочинения в 2-х тт. Т. 1. М., 1993. — С. 91—93
- Сократ и бл. Августин // Сочинения в 2-х тт. Т. 1. М., 1993. — С. 172—184
- Страшный суд // Сочинения в 2-х тт. Т. 1. М., 1993. — С. 109—111
- Сыновья и пасынки времени. (Исторический жребий Спинозы) // На весах Иова. Париж, 1929. — С. 235—257
- Творчество из ничего (А. П. Чехов)
- Тысяча и одна ночь // Современные записки. — Париж, 1921. — № 3. — С. 123—141
- Умозрение и апокалипсис (Религиозная философия Вл. Соловьева) (26 сентября 1927)
- Философия истории //Сочинения в 2-х тт. Т. 1. М., 1993. — С. 66—73
- Философия и теория познания
- Что такое истина? (Об этике и онтологии) // На весах Иова. Париж, 1929. — С. 337—371
- Что такое русский большевизм // История философии. — 2001. — № 8.
- Шапка-невидимка //Сочинения в 2-х тт. Т. 1. М., 1993. — С. 95—96
- Шекспир и его критик Брандес. СПб., 1898
- Эрос и идеи //Сочинения в 2-х тт. Т. 1. М., 1993. — С. 61—63
- Aurea mediocritas // Сочинения в 2-х тт. Т. 1. М., 1993. — С. 104—106
- Kroner. Van Kant bis Hegel и Die Selbstverwirklichung des Geistes // Путь. — 1931. — № 27. — C. 95—100
- Sine affusione sanguines. // Путь. — 1937. — № 54. — C. 23—51
- / Sola fide — только верою. Париж: Ymca-press, 1966. — 293 с.
- Сократ // Вестник РСХД — 2000. — № 180. — C. 116—129

## Переводы произведений
- Shestov L. Apoteosis de lo infundado [Апофеоз беспочвенности: пер. на исп. А. Гонсалеса].. — Мадрид: Hermida Editores S.L., 2015.. — 192 с. — ISBN 978-849-436-067-1.